# Kalanchoe streptantha
Kalanchoe streptantha är en fetbladsväxtart som beskrevs av John Gilbert Baker. Kalanchoe streptantha ingår i släktet Kalanchoe och familjen fetbladsväxter. Inga underarter finns listade i Catalogue of Life.